# Paul Wilhelm Keppler
Paul Wilhelm Keppler (Schwäbisch Gmünd, 28 settembre 1852 – Rottenburg am Neckar, 16 luglio 1926) è stato un vescovo cattolico tedesco.

## Biografia
Ordinato presbitero nel 1875, prestò servizio pastorale nella parrocchia di Cannstatt e dal 1883 fu professore prima di esegesi del Nuovo Testamento e poi, dal 1889, di morale e pastorale all'università di Tubinga; nel 1894 passò all'università di Friburgo in Brisgovia come professore di teologia morale.
Fu eletto vescovo di Rottenburg nel 1898 e resse la diocesi fino alla morte, nel 1926: si interessò ai problemi di quanti erano stati danneggiati dalla prima guerra mondiale e dalle sue conseguenze e avviò un'intensa attività pastorale, fondando anche nuove case religiose. Fu attivo nella lotta antimodernista.
Favori gli studi sull'arte cristiana e tra il 1885 e il 1894 fu direttore di Archiv für christliche Kunst.

## Opere
- Das Johannes-Evangelium und das Ende das ersten christlichen Jahrhunderts (Friburgo in Brisgovia, 1883);
- Württemberg's kirchliche Kunstalterthümer (Rottenburg am Neckar, 1888);
- Aus Kunst und Leben (Friburgo in Brisgovia, 1905);
- Mehr Freude (Friburgo in Brisgovia, 1909).

## Genealogia episcopale e successione apostolica
La genealogia episcopale è:
- Cardinale Scipione Rebiba
- Cardinale Giulio Antonio Santori
- Cardinale Girolamo Bernerio, O.P.
- Arcivescovo Galeazzo Sanvitale
- Cardinale Ludovico Ludovisi
- Cardinale Luigi Caetani
- Cardinale Ulderico Carpegna
- Cardinale Paluzzo Paluzzi Altieri degli Albertoni
- Papa Benedetto XIII
- Papa Benedetto XIV
- Papa Clemente XIII
- Cardinale Giovanni Carlo Boschi
- Cardinale Bartolomeo Pacca
- Cardinale Francesco Serra Cassano
- Arcivescovo Joseph Maria Johann Nepomuk von Fraunberg
- Cardinale Johannes von Geissel
- Vescovo Eduard Jakob Wedekin
- Cardinale Paul Ludolf Melchers, S.I.
- Vescovo Johannes Heinrich Beckmann
- Vescovo Daniele Wilhelm Sommerwerk
- Cardinale Georg von Kopp
- Arcivescovo Johannes Christian Roos
- Vescovo Paul Leopold Haffner
- Arcivescovo Thomas Nörber
- Vescovo Paul Wilhelm Keppler

La successione apostolica è:
- Vescovo Johann Baptist Sproll (1916)
- Arcivescovo Karl Fritz (1920)